# Mayo (Maryland)
Mayo es un lugar designado por el censo ubicado en el condado de Anne Arundel en el estado estadounidense de Maryland. En el Censo de 2010 tenía una población de 8.298 habitantes y una densidad poblacional de 339,32 personas por km².

## Geografía
Mayo se encuentra ubicado en las coordenadas 38°54′15″N 76°30′48″O / 38.90417, -76.51333. Según la Oficina del Censo de los Estados Unidos, Mayo tiene una superficie total de 24.45 km², de la cual 14.56 km² corresponden a tierra firme y (40.47%) 9.9 km² es agua.

## Demografía
Según el censo de 2010, había 8.298 personas residiendo en mayo. La densidad de población era de 339,32 hab./km². De los 8.298 habitantes, Mayo estaba compuesto por el 93.88% blancos, el 1.74% eran afroamericanos, el 0.41% eran amerindios, el 1% eran asiáticos, el 0.01% eran isleños del Pacífico, el 0.96% eran de otras razas y el 2% pertenecían a dos o más razas. Del total de la población el 3.21% eran hispanos o latinos de cualquier raza.